# Kuding-Tee

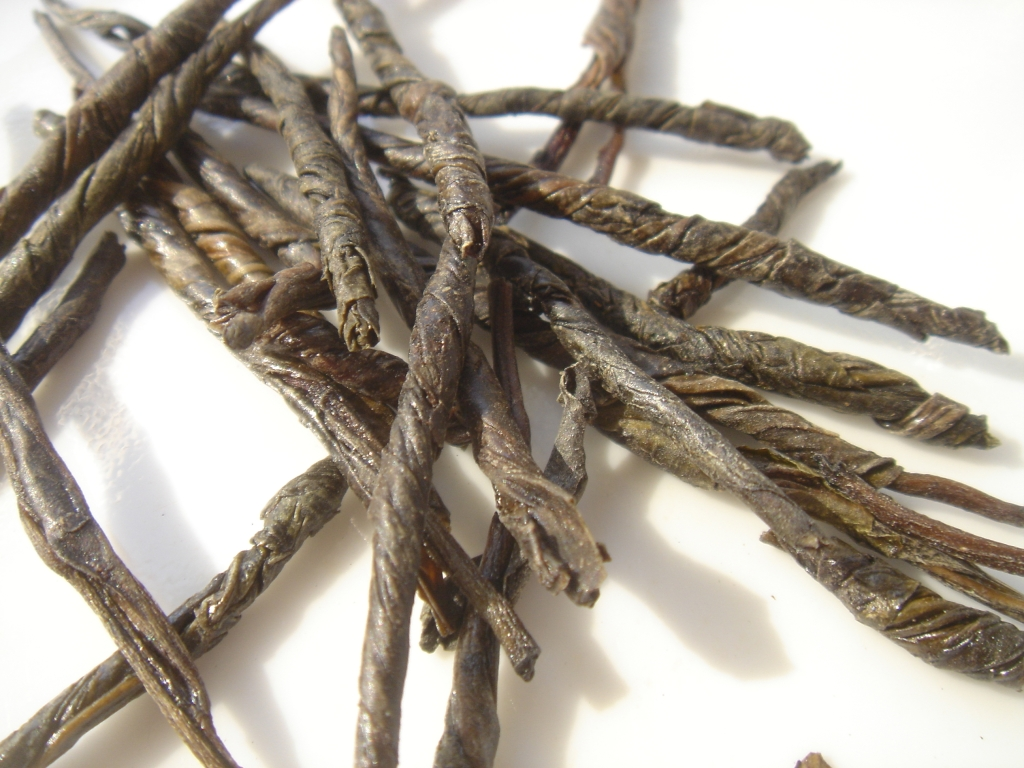
Gewickelte Blätter des Kuding-Tee

Kuding-Tee (chinesisch 苦丁茶, Pinyin kǔdīng chá) ist ein Kräutertee, der wegen seines bitteren Geschmackes und der gewickelten Lieferform auch den Beinamen „Bitterer Nagel“ trägt. Kuding-Tee kann aus zwei verschiedenen Pflanzenarten gewonnen werden, aus einer asiatischen Stechpalmen-Art (Ilex kaushue S.Y.Hu,
Syn.: Ilex kudingcha C.J.Tseng) sowie aus einer Liguster-Art (Ligustrum robustum). Wichtige Anbaugebiete sind die chinesischen Provinzen Sichuan, Anhui sowie Japan.

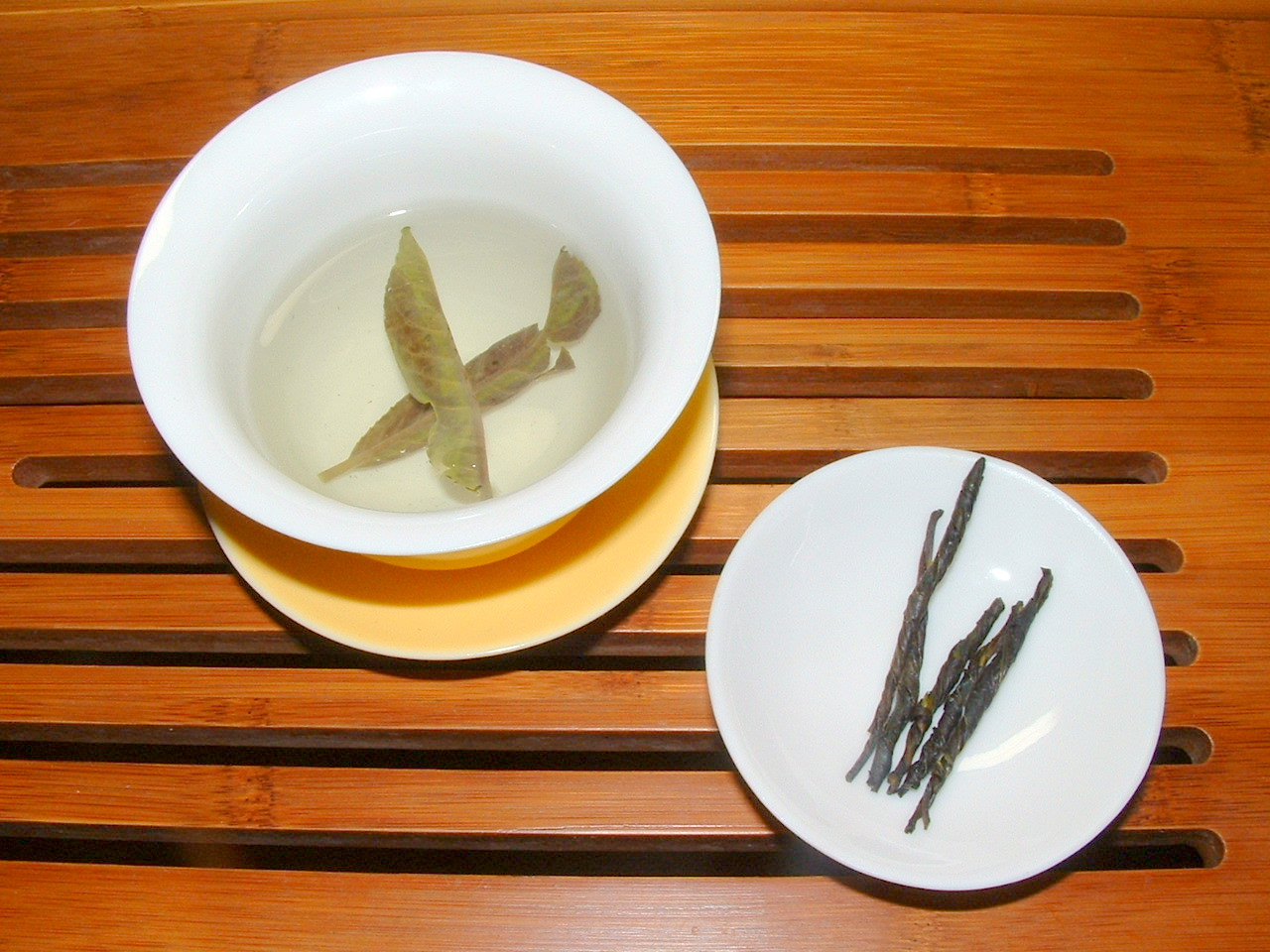
Kuding-Tee aus Ilex kaushue

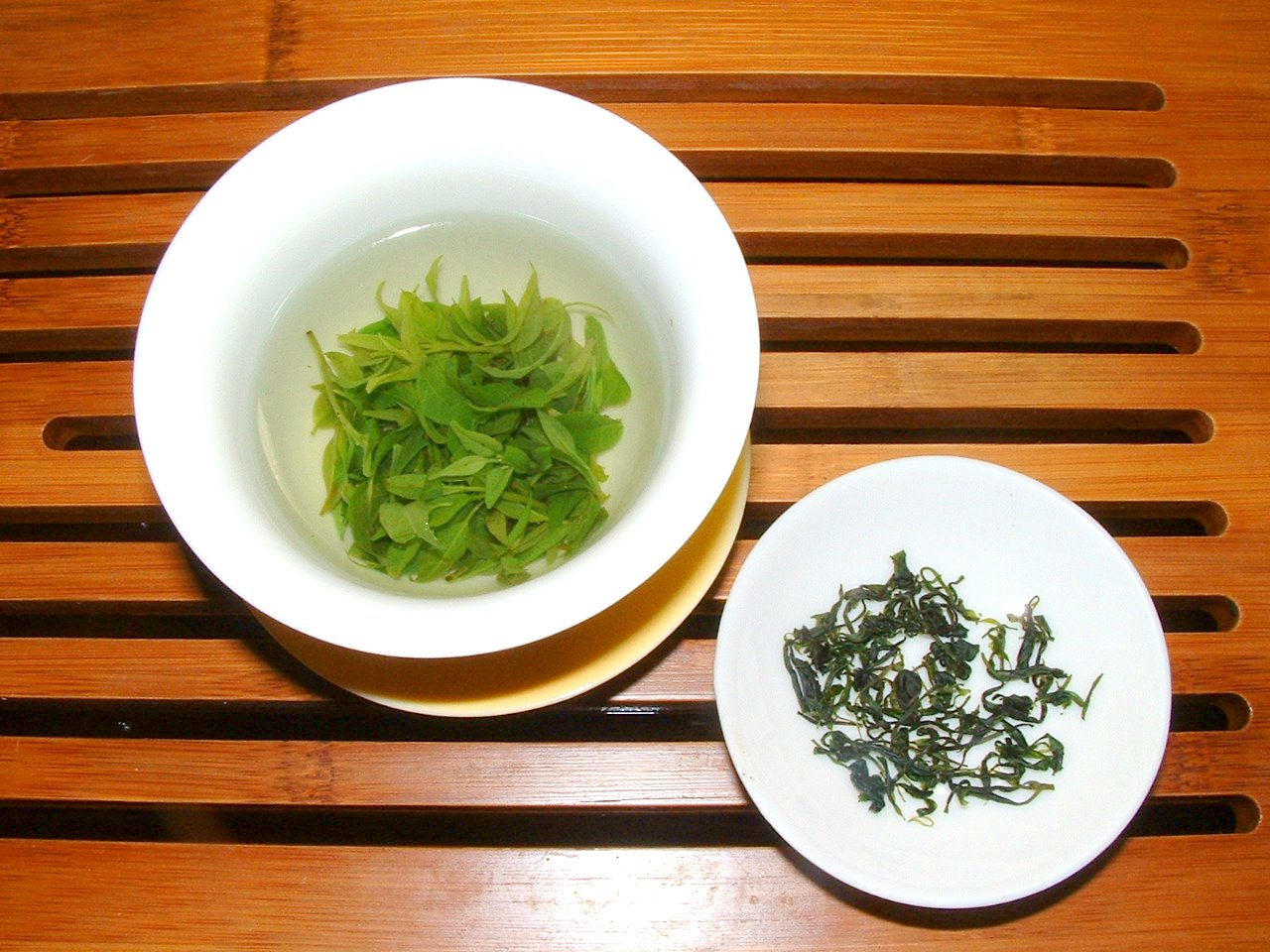
Kuding-Tee aus Ligustrum robustum

## Wirkung und Inhaltsstoffe
Die traditionelle chinesische Medizin ordnet dem Tee vor allem kühlende Wirkung zu. Also das Prinzip Yin. Die Überlieferung sagt über den Tee, er hätte positive Wirkung auf die Blutzirkulation, den Blutdruck und die Verdauung. Kopfschmerzen sollen gelindert werden. Positiven Einfluss habe er auch auf die Augen und auf die Schleimhäute. Deswegen wird er auch gerne bei Erkältungen eingesetzt. Zu den wichtigsten Wirkstoffen im Tee gehören Saponine.